# Die Rückkehr der Wölfe
Die Rückkehr der Wölfe ist ein Schweizer Dokumentarfilm des Regisseurs Thomas Horat aus dem Jahr 2019.

## Inhalt
Im 19. Jahrhundert wurde der Wolf in großen Teilen Europas ausgerottet. Man betrachtete ihn als gefährliches Raubtier, das großen  Schaden anrichtet. Nun kehrt der Wolf langsam zurück und sorgt für Aufregung. Der Film dokumentiert diese Diskussion an zahlreichen Schauplätzen in Europa und den USA.

## Hintergrund
Der Film wurde zwischen Sommer 2016 und Sommer 2019 an verschiedenen Orten in Europa und in den USA gedreht: Ernstbrunn (Österreich), Salzburgerland (Österreich), Rila-Gebirge (Bulgarien), Vlahi (Bulgarien), Lausitz (Deutschland), Calanda (Schweiz), Eriztal (Schweiz), Valle Morobbia (Schweiz), Wallis (Schweiz), Ely (Minnesota), Minneapolis-Saint Paul (Minnesota), Schlesien (Polen), Warschau  (Polen).

## Finanzierung / Förderung
Das Budget betrug 340 000 CHF. Es wurde von folgenden Institutionen getragen: Schweizer Fernsehen SRF, Pro Natura, Amt für Kultur Kanton Schwyz, Amt für Kultur Kanton Luzern, Kulturförderung Kanton Graubünden/SWISSLOS, Markant Stiftung, Temperatio Stiftung, Ernst Göhner Stiftung, Stiftung „Perspektiven“ von Swiss Life, Succès passage antenne, Succès Cinéma, 3sat Schweiz.

## Festivals
- Bend Film Festival 2020: Special Jury Award for Environmental Insight.
- Filmfestival Cottbus 2019
- 55. Solothurner Filmtage 2020
- Filmkunstfest Mecklenburg-Vorpommern 2020
- Der neue Heimatfilm 2020

## Kritik/Medien
Der Wolf ist ein Thema, das im Alpenraum sehr kontrovers ist. Der Film ist ein Beitrag zu dieser Diskussion und seit Oktober 2019 immer wieder Thema in den Medien.